# Wijken en buurten in Groesbeek
De voormalige Nederlandse gemeente Groesbeek is voor statistische doeleinden onderverdeeld in wijken en buurten. De gemeente is verdeeld in de volgende statistische wijken:
- Wijk 00 Groesbeek (CBS-wijkcode:024100)
- Wijk 01 Breedeweg-Horst (CBS-wijkcode:024101)

Een statistische wijk kan bestaan uit meerdere buurten. Onderstaande tabel geeft de buurtindeling met kentallen volgens het Centraal Bureau voor de Statistiek (2008):
| CBS-buurtcode | Buurtnaam                                | Inwonertal | Opp. totaal (ha) | Opp. land (ha) | Ligging                |
| ------------- | ---------------------------------------- | ---------- | ---------------- | -------------- | ---------------------- |
| BU02410000    | Groesbeek Centrum-Zuid                   | 1070       | 71               | 71             | Locatie in de gemeente |
| BU02410001    | Groesbeek-Noord                          | 2690       | 73               | 73             | Locatie in de gemeente |
| BU02410002    | Groesbeek-Centrum-Noord                  | 2180       | 65               | 65             | Locatie in de gemeente |
| BU02410003    | Groesbeek De Drul                        | 3300       | 84               | 84             | Locatie in de gemeente |
| BU02410004    | Groesbeek Nijerf                         | 2050       | 66               | 66             | Locatie in de gemeente |
| BU02410005    | Heilig Landstichting                     | 660        | 50               | 50             | Locatie in de gemeente |
| BU02410006    | Berg en Dal                              | 1590       | 93               | 93             | Locatie in de gemeente |
| BU02410007    | Verspreide huizen Groesbeek-Zuid         | 50         | 432              | 432            | Locatie in de gemeente |
| BU02410008    | Verspreide huizen Groesbeek-Noord        | 650        | 1080             | 1080           | Locatie in de gemeente |
| BU02410009    | Verspreide huizen Meerwijk               | 150        | 417              | 417            | Locatie in de gemeente |
| BU02410010    | Verspreide huizen Meiberg                | 460        | 381              | 381            | Locatie in de gemeente |
| BU02410011    | Verspreide huizen Hoge en Lage Langeberg | 170        | 364              | 364            | Locatie in de gemeente |
| BU02410012    | Bedrijventerrein                         | 130        | 37               | 37             | Locatie in de gemeente |
| BU02410100    | Breedeweg                                | 2100       | 58               | 58             | Locatie in de gemeente |
| BU02410101    | Horst                                    | 780        | 30               | 30             | Locatie in de gemeente |
| BU02410108    | Verspreide huizen Breedeweg              | 460        | 474              | 474            | Locatie in de gemeente |
| BU02410109    | Verspreide huizen Horst                  | 480        | 635              | 635            | Locatie in de gemeente |